# Arte feudal
El arte feudal se divide en dos estilos:

## Arte Feudal

### Arte Románico
El arte románico fue un estilo artístico principalmente centrado en Europa durante los siglos XI, XII y una parte del XIII. El arte románico se basa en el arte cristiano creando iglesias, catedrales y parroquias, ejemplos de estas obras son:
•Iglesia de San Martín en Frómista (Palencia).
•Campanario de la catedral de Vic (Osona).
•Porta Speciosa del Monasterio de Leyre, en Navarra (España).
•Colegiata de San Martín de Elines, en Cantabria (España).
•Canecillos de la Iglesia de San Juan Bautista de Villanueva de la Nía, en Cantabria (España).
•Parroquia de Nuestra Señora de la Purificación de Gazólaz (Navarra).
Este se expandió por Italia, Francia, España y Alemania, en cada uno con características diferentes.
Luego del arte románico vendría el estilo gótico que tuvo lugar en los siglos XII, XV Y XVI.

### Arte gótico
El arte gótico es muy colorido y alto. En sus cristaleras se ven imágenes de la vida de Jesús.
Son altas y esbeltas, también cuentan con campanarios.
Por las cristaleras, cuando entra la luz, es llamativo y agradable para los ojos.